# Langford (Bedfordshire)
Langford è un paese di 2 882 abitanti della contea del Bedfordshire, in Inghilterra.